# ملکه فریب
ملکهٔ فریب (انگلیسی: Confidence Queen؛‏ کره‌ای: 컨피던스 맨 KR) مجموعهٔ تلویزیونی محصول کره جنوبی با بازی پارک مین یونگ، پارک هی سون و جو جونگ هیوک است. این مجموعه بازسازی نسخهٔ اصلی ژاپنی با عنوان Confidence Man JP محصول سال ۲۰۱۸ است و داستان سه کلاهبردار حرفه‌ای را روایت می‌کند که با نقشه‌هایی پیچیده و غیرمعمول، افرادی را که به طمع آلوده‌اند، در حوزه‌های املاک و امور مالی هدف قرار می‌دهند. این مجموعه از ۶ سپتامبر ۲۰۲۵، روزهای شنبه و یکشنبه ساعت ۲۱:۱۰ (کی‌اس‌تی) از شبکهٔ تی‌وی چوسان پخش خواهد شد. همچنین در کره جنوبی از طریق کوپانگ پلی و در سراسر جهان (به جز چین و کره جنوبی) از طریق آمازون پرایم ویدئو در دسترس خواهد بود.

## بازیگران

### اصلی
- پارک مین یونگ در نقش یون یی رانگ
- پارک هی سون در نقش جیمز[۴]
- جو جونگ هیوک در نقش میونگ گو هو[۵]

## تولید
در ۲۳ ژوئیه ۲۰۲۴ گزارش شد که پارک مین یونگ در حال بررسی پیشنهاد بازی در نقش اصلی این مجموعه است. در ۱۱ ژوئیه ۲۰۲۵ نیز تأیید شد که سونگ جی هیو در این مجموعه حضوری افتخاری خواهد داشت.
فیلم‌برداری مجموعه از سپتامبر ۲۰۲۴ آغاز شد و ضبط هر ۱۲ قسمت آن در ماه مه به پایان رسید. پارک مین یونگ تصاویری از شخصیت‌های مختلفی که در طول مجموعه ایفای نقش کرده، منتشر کرد؛ یکی از این شخصیت‌ها مهماندار یک شرکت هواپیمایی خارجی است.

## انتشار
ملکهٔ فریب، اولین «درام اورجینال کره‌ای آمازون» از ۶ سپتامبر ۲۰۲۵ به صورت جهانی (به‌جز سرزمین اصلی چین و کره‌جنوبی) از طریق آمازون پرایم ویدئو و در کره جنوبی از طریق کوپانگ پلی منتشر خواهد شد.

## = منابع
1. ↑  "Confidence Queen" (Press release) (به انگلیسی). Amazon MGM Studios. 8 July 2025. Retrieved 15 July 2025.
2. ↑  Kang Da-yoon (July 15, 2025). "박민영, 악당 잡는 사기꾼 된다…'컨피던스맨 KR' 9월 6일 공개 [공식]" [Park Min-young becomes a con artist who catches villains… 'Confidence Man KR' to be released on September 6 [Official]]. My Daily (به کره‌ای). Naver. Retrieved July 15, 2025.
3. ↑  Moon Ji-yeon (July 16, 2025). "[공식] '흥행퀸' 박민영 뜨자 '컨피던스맨 KR' 글로벌 프로젝트 발동" [[Official] 'Confidence Man KR' global project launched as 'box office queen' Park Min-young rises]. Sports Chosun (به کره‌ای). Naver. Retrieved July 16, 2025.
4. ↑  Kang Nae-ri (July 25, 2024). "[단독] 박희순, 새 드라마 '컨피던스 맨 KR' 주인공…프로 사기꾼 된다" [[Exclusive] Park Hee-soon, the main character of the new drama 'Confidence Man KR'… Becomes a professional conman]. YTN (به کره‌ای). Naver. Retrieved July 16, 2025.
5. ↑  Kang Nae-ri (July 24, 2024). [단독] 주종혁, '컨피던스 맨 KR' 캐스팅…박민영과 연기 호흡 ['[Exclusive] Joo Jong-hyuk cast in 'Confidence Man KR'… Acting chemistry with Park Min-young]. YTN (به کره‌ای). Retrieved July 16, 2025 – via Naver.
6. ↑  Kang Joo-hee (July 23, 2024). "박민영, 차기작 '컨피던스 맨 KR' 출연 검토 중 [공식]" [Park Min-young considering appearance in next work 'Confidence Man KR' [Official]]. IS Plus (به کره‌ای). Daily Sports. Retrieved July 15, 2025.
7. ↑  Park Soo-in (July 11, 2025). "송지효, 박민영 만날까 "'컨피던스맨 KR'(가제) 특별출연"[공식입장]" [Song Ji-hyo, Park Min-young to meet “Special appearance in ‘Confidence Man KR’ (tentative title)” [Official statement]]. Newsen (به کره‌ای). Naver. Retrieved July 15, 2025.
8. ↑  Kang Hyo-jin (May 26, 2025). "박민영, 韓최초 아마존 오리지널 섹션 타이틀…'컨피던스맨 KR' 주연[공식]" [Park Min-young, Korea's first Amazon original section title... 'Confidence Man KR' lead role [Official]]. SPOTV News (به کره‌ای). Naver. Retrieved July 16, 2025.
9. ↑  Lee Min-kyung (July 16, 2025). "박민영, 외항사 승무원 되더니 완벽 미모…"정성껏 모시겠습니다"" [Park Min-young, Becomes Flight Attendant for Foreign Airlines and Has Perfect Beauty… “I Will Serve You with All My Heart”]. Ten Asia (به کره‌ای). Naver. Retrieved July 16, 2025.
10. ↑  "Catch Park Min-young Like Never Before in Comedic Caper Series "Confidence Queen," Premiering Exclusively on Prime Video" (Press release). Amazon. July 9, 2025. Retrieved July 15, 2025 – via The Futon Critic.
11. ↑  Yoon Seong-yeol (July 15, 2025). "박민영 사기꾼으로 컴백..'컨피던스맨 KR' 9월 6일 첫 공개 [공식] l" [Park Min-young returns as a con artist..'Confidence Man KR' to premiere on September 6 [Official]]. Star News (به کره‌ای). Naver. Retrieved July 16, 2025.